# Balulu
Según la Lista Real Sumeria, Balulu fue el último rey de la primera dinastía de Ur, gobernando durante 36 años antes de que Ur fuera derrotado, y de que la realeza se acogiera a la dinastía Awan.